# Mogrenda
Mogrenda es una localidad de la provincia de Sogn og Fjordane en la región de Vestlandet, Noruega. A 1 de enero de 2017 tenía una población estimada de 331 habitantes.
Se encuentra ubicado al oeste del país, cerca del glaciar Jostedal —el mayor de la Europa continental— y del lago Hornindalsvatnet que, con 514 metros de profundidad, es el más profundo de Europa.